# Notte di Siviglia
Per Notte di Siviglia (in tedesco Nacht von Seville, in francese nuit de Séville o Seville 82) si intende il soprannome dato alla semifinale Francia-Germania Ovest del Campionato mondiale di calcio 1982, disputata l'8 luglio 1982 allo stadio Ramón Sánchez Pizjuán di Siviglia e terminata con la vittoria della squadra tedesca per 5-4 ai tiri di rigore, resisi necessari dopo il pareggio 3-3 alla fine dei tempi supplementari. La Germania si qualificò quindi per affrontare in finale l'Italia, contro cui sarà sconfitta per 3-1; la Francia invece si classificherà quarta dopo aver perso 3-2 l'incontro per il terzo posto con la Polonia.
Questo incontro (che la FIFA ha incluso fra i Classic Football Matches per l'agonismo, i colpi di scena, la qualità tecnica) può essere interpretato come lo scontro di due "scuole" calcistiche opposte: quella francese, sofisticata e tatticamente superiore (supportata dal quadrato magico formato da Platini, Tigana, Genghini e Giresse) e quella tedesca, solida e imperniata su concretezza, determinazione e fisicità. Fra gli eventi rimasti impressi nell'immaginario collettivo, spiccano il grave infortunio del giocatore transalpino Patrick Battiston dopo un durissimo intervento (non giudicato falloso e quindi non sanzionato) del portiere Harald Schumacher e la rimonta nei tempi supplementari della Germania, in svantaggio di 3-1 al 99º minuto e in parità 3-3 dieci minuti dopo. Michel Platini, all'epoca capitano dell'équipe de France, ha definito questo incontro «la mia partita più bella».
La partita, a cui assistettero 70.000 spettatori e che fu arbitrata dall'olandese Charles Corver, fu la prima nella storia dei Mondiali di calcio ad essere decisa dai tiri dal dischetto, regola introdotta nel 1978.

## Antefatti
La fase di qualificazione delle due squadre al Mondiale si svolse sotto diversi auspici: la Germania Ovest, vincitrice dell'Europeo 1980, chiuse al primo posto il proprio girone, con 8 vittorie e zero pareggi o sconfitte, mentre la Francia si classificò seconda del suo gruppo (5 vittorie, 0 pareggi e 3 sconfitte), staccando il biglietto per la Spagna solo in virtù della miglior differenza reti nei confronti dell'Irlanda, con cui era a pari punti.
All'esordio al «Mundial», la Francia venne sconfitta per 3-1 dall'Inghilterra, vinse 4-1 con il Kuwait, in una partita segnata dall'invasione di campo dello sceicco kuwaitiano Fahad per ottenere l'annullamento di un gol subito dalla sua squadra, e infine pareggiò 1-1 con la Cecoslovacchia. La formula del torneo, il primo a ventiquattro squadre, prevedeva che le prime due classificate dei sei gironi eliminatori formassero quattro ulteriori gruppi (o «gironcini») da tre, il vincitore di ciascuno dei quali avrebbe avuto accesso alla semifinale. La Francia fu quindi sorteggiata nel Gruppo D, assieme a Austria e Irlanda del Nord (a sorpresa vincitrice del suo girone), che batté rispettivamente per 1-0 e 4-1.
La Germania Ovest fu invece sconfitta per 2-1 dall'Algeria, vinse 4-1 contro il Cile e ottenne una controversa vittoria per 1-0 con l'Austria, in una partita passata alla storia come patto di non belligeranza di Gijón, che, dopo il vantaggio tedesco, vide le due nazionali, entrambe qualificate con quel punteggio, trascorrere il resto della gara in un'oziosa melina, ampiamente considerata un «biscotto» ai danni dell'Algeria. Nella seconda fase i tedeschi si guadagnarono l'accesso alle semifinali pareggiando 0-0 contro l'Inghilterra e vincendo 2-1 contro la Spagna nel Gruppo B.

## Partita
La partita si disputò l'8 luglio a Siviglia alle ore 21:00. La Germania iniziò molto bene, schiacciando una timida Francia nella propria metà campo e colpendo una traversa su calcio di punizione di Littbarski, che al 17' sbloccò il punteggio mandando il pallone in rete dopo una corta respinta del portiere francese Ettori, a cui rispose Platini su rigore dopo uno scontro in area tra Rocheteau e Förster. Il secondo tempo finì a reti bianche, nonostante un netto predominio territoriale della Francia, che con i suoi veloci fraseggi mise in seria difficoltà la Germania, sfiorando la rete del 2-1 con una traversa di Amoros.
Al 92', nei tempi supplementari, la Francia trovò il gol del vantaggio con Trésor sugli sviluppi di un calcio di punizione e al 98' arrivò il gol dell'1-3 con Giresse. Per correre ai ripari l'allenatore tedesco Derwall fece entrare Rummenigge al 97' minuto; cinque minuti dopo il centravanti del Bayern Monaco realizzò la rete del 2-3, che riaprì la gara. Nel secondo tempo supplementare la Germania Ovest, continuando ad attaccare con molta tenacia, riuscì a trovare la rete del pareggio con una splendida rovesciata di Fischer, portando l'incontro ai rigori.

### Rigori
Dopo due rigori tirati perfettamente da Kaltz e Breitner, la Germania passò in svantaggio quando Ettori parò il rigore troppo centrale di Stielike, il quale cadde immediatamente a terra disperato, ma fu prontamente e perentoriamente rialzato da Schumacher (che subito dopo, con la sua parata, avrebbe rimediato all'errore del compagno). Le sue lacrime furono una delle immagini più forti del match, tant'è che, soffermandosi sulla scena di Littbarski che consolava Stielike, la telecamera spagnola non riprese l'inizio del tiro di Six, che sbagliò, compensando quindi l'errore tedesco.
Alla fine dei tiri regolamentari, dopo i gol di Rumenigge e Platini, il risultato fu di 4-4, perciò si andò ad oltranza; Bossis si fece parare il tiro da Schumacher, mentre Hrubesch segnò il tiro del 5-4 che consentì ai tedeschi di accedere alla finalissima contro l'Italia.

### Scontro Schumacher-Battiston
Quella gara, oltre che per il gioco, è ricordata ancora oggi per il violentissimo scontro tra il portiere tedesco Schumacher e il difensore francese Battiston, avvenuto nel secondo tempo nell'area di rigore tedesca.
Battiston, entrato in campo al 52' al posto di Genghini, venne servito a centrocampo da un magnifico lancio di Platini, si diresse verso l'area avversaria e, al limite, fece un pallonetto che andò fuori di poco. Schumacher, uscito male, colpì il francese alla testa col proprio bacino, buttandolo per terra.
Nello scontro, Battiston rimase a terra per circa un minuto, privo di sensi e completamente immobile. Successivamente riprese conoscenza e venne quindi portato fuori in barella. Schumacher, invece, non riportò infortuni e, rialzatosi, fu fatto oggetto di fischi mentre palleggiava e faceva stretching durante i soccorsi a Battiston, mostrando disinteresse verso l'avversario. Il portiere tedesco, tuttavia, aveva manifestato un certo nervosismo già in alcuni frangenti precedenti (nel primo tempo, quando aveva dato una manata ad un giocatore francese, e poco prima dello scontro con Battiston, quando aveva finto di lanciare la palla contro i tifosi francesi posizionati dietro la sua porta).
L'arbitro della gara, l'olandese Corver, considerando l'incidente involontario, non concesse il calcio di rigore, facendo riprendere il gioco con la rimessa dal fondo.
Battiston venne dimesso dall'ospedale qualche giorno dopo con il collare e due denti rotti.
La stampa francese fu estremamente dura nei confronti di Schumacher, tanto che L'Équipe scrisse Tony Schumacher, Beruf Unmensch ("Tony Schumacher, professione mostro"). Pare fra l'altro che, dopo la partita, il portiere tedesco si sia limitato a dire, sarcasticamente, che avrebbe pagato le spese odontoiatriche di Battiston.

## Critiche
Germania Ovest-Francia ebbe molto successo a livello mondiale, sia per l'andamento della gara, incerta sino alla fine, ma anche perché fu la prima gara nella storia del Campionato mondiale di calcio ad essere decisa ai rigori, tanto che molti critici scrissero che  si trattò della più bella partita della storia del calcio mondiale dopo Italia-Germania Ovest 4-3 del 1970.
Nonostante l'eliminazione, il francese Michel Platini affermò che la sfida contro la Germania Ovest fu il più grande ricordo della sua carriera.

## Tabellino
| Arbitro: | Corver |

|                                                        |                      |                                             |
| Littbarski 18’ Rummenigge 103’ Fischer 108’            | Marcatori            | 26’ (rig.) Platini 93’ Trésor 99’ Giresse   |
| Kaltz Breitner Stielike Littbarski Rummenigge Hrubesch | Tiri di rigore 5 – 4 | Giresse Amoros Rocheteau Six Platini Bossis |

| Germania Ovest | Francia |

| GK              | 1  | Harald Schumacher     |     |     |
| SW              | 15 | Uli Stielike          |     |     |
| RB              | 20 | Manfred Kaltz (c)     |     |     |
| CB              | 4  | Karlheinz Förster     |     |     |
| LB              | 5  | Bernd Förster         | 46’ |     |
| RM              | 6  | Wolfgang Dremmler     |     |     |
| CM              | 3  | Paul Breitner         |     |     |
| LM              | 2  | Hans-Peter Briegel    |     | 97’ |
| RW              | 14 | Felix Magath          |     | 73’ |
| LW              | 7  | Pierre Littbarski     |     |     |
| CF              | 8  | Klaus Fischer         |     |     |
| A disposizione: |    |                       |     |     |
| GK              | 21 | Bernd Franke          |     |     |
| DF              | 12 | Wilfried Hannes       |     |     |
| MF              | 10 | Hansi Müller          |     |     |
| MF              | 11 | Karl-Heinz Rummenigge |     | 97’ |
| FW              | 9  | Horst Hrubesch        |     | 73’ |
| Allenatore:     |    |                       |     |     |
| Jupp Derwall    |    |                       |     |     |

| GK              | 22 | Jean-Luc Ettori     |     |     |     |
| RB              | 2  | Manuel Amoros       |     |     |     |
| CB              | 5  | Gérard Janvion      |     |     |     |
| CB              | 8  | Marius Trésor       |     |     |     |
| LB              | 4  | Maxime Bossis       |     |     |     |
| CM              | 14 | Jean Tigana         |     |     |     |
| CM              | 12 | Alain Giresse       | 35’ |     |     |
| AM              | 10 | Michel Platini (c)  |     |     |     |
| AM              | 9  | Bernard Genghini    | 40’ | 50’ |     |
| CF              | 18 | Dominique Rocheteau |     |     |     |
| CF              | 19 | Didier Six          |     |     |     |
| A disposizione: |    |                     |     |     |     |
| GK              | 21 | Jean Castaneda      |     |     |     |
| DF              | 3  | Patrick Battiston   |     | 50’ | 60’ |
| DF              | 6  | Christian Lopez     |     | 60’ |     |
| FW              | 17 | Bruno Bellone       |     |     |     |
| FW              | 20 | Gérard Soler        |     |     |     |
| Allenatore:     |    |                     |     |     |     |
| Michel Hidalgo  |    |                     |     |     |     |

## Film documentario
- Emilio Maillé - Un 8 juillet à Séville